# 肯代什蒂鄉 (博托沙尼縣)
47°56′06″N 26°12′06″E / 47.9349°N 26.2018°E
肯代什蒂鄉（羅馬尼亞語：Comuna Cândești, Botoșani），是羅馬尼亞的鄉份，位於該國東北部，由博托沙尼縣負責管轄，面積33平方公里，海拔高度316米，2007年人口2,223，人口密度每平方公里67人。